# Обсада на Голубац (1428)
Обсадата на Голубац е военен конфликт между обединените унгарско-влашко-литовски сили и Османската империя през пролетта на 1428 г. Тази обсада е първата битка в унгарската военна история, в която унгарската армия използва значителна артилерия и речен флот. Въпреки това христиняските сили не успяват да превземат Голубацката крепост и са победени от основната османска армия, водена от султан Мурад II. След битката по-голямата част от Сърбия и Босна са завладени от османците.

## Прелюдия
В края на 14-и век Османската империя завладява по-голямата част от Балканите и достига до южните граници на Унгарското кралство. След битката при Косово (1389 г.) Сърбия е застрашена непосредствено от османците. Затова през 1426 г. Стефан Лазаревич, сръбският деспот, сключва споразумение с унгарския крал Сигизмунд Люксембургски, като се признава за негов васал. Крепостите Белград и Голубац са предадени на Унгария в замяна на защитата от страна на Сигизмунд на Сърбия и признаването от негова страна на Георги Бранкович за наследник на деспот Стефан. След смъртта на Лазаревич през 1427 г. въпросът за неговото наследство засилва османо-унгарската борба за Сърбия. Сигизмунд се налага да превземе крепостта Белград с военна сила. След това събитие сръбският управител на Голубац отваря портите и отстъпва крепостта на османците, коиото се настаняват в нея.

## Подготовка
Поради стратегическото му местоположение Сигизмунд не иска да остави Голубац в ръцете на османците. През зимата на 1427 г. той построява крепостта Ласловара (днес в Румъния), разположена на другия бряг на Дунава срещу Голубац. Тази крепост става отправна точка на кампанията срещу османците. Друга важна подготовка е мобилизирането на дунавския флот. Унгарската флотилия наброява 22 кораба, построени през 1418 г. от фламандски майстори и снабдени с оръдия. В началото на 1428 г., Сигизмунд Люксембургски има около 25 000 войници. Християнската армия включва 15 000 унгарска пехота водена от Ищван Розгони, бан на Темеш, литовски и влашки помощни контингенти, командвани от прочутия полски рицар Завиша Черни (500 конници) и Йоан Дан II (6000 конници) – войвода на Влашко. Новият сръбски деспот Георги Бранкович също изпраща свои войски, водени от Матко Таловац, благородник от Далмация. Към християнските сили се присъединява и малък италиански контингент (200 души), генуезки арбалетчици и ломбардци от Милано.

## Ход на военните действия
В края на април християнските войски атакуват Голубац. За първи път в унгарската военна история унгарската армия използва артилерия във военен конфликт. Войниците обстрелват крепостта както от корабите, така и от Ласловара. Османските защитници оказват съпротива, но обстрелът разрушава стените. Християнските сили атакуват крепостта, прехвърляйки се на десния бряг на река Дунав, когато османска армия, водена от Мурад II, пристига, за да свали обсадата. Кралят не се решава да предизвика султана в открита битка и вместо това постига примирие. Договорено е унгарците да спрат атаките и да се оттеглят в мир. През месец юни унгарската армия започва да пресича Дунава в отстъпление, когато османците нарушават примирието и организират изненадваща атака. По време на битката корабът на Сигизмунд е потопен, като животъв му е спасен от Ищван Розгони, чиято съпруга Сесилия Розгони организира евакуацията. Литовските войници, включително техният командир Завиша Черни, са убити, докато прикриват преминаването на унгарски и влашки войски. Завиша отказва да се качи на лодките и да бъде преведен през реката с думите: „Няма достатъчно голяма лодка, в която да се побере честта ми“. Полският рицар е заловен и обезглавен в лагера на султана. Влашкия войвода Дан е пленен от турците и принуден да се признае за техен васал.

## Последици
Обсадата и битката при Голубац е последното значително военно сражение от Османско-унгарската война от 1426 – 1428 г. Крал Сигизмунд, който претърпява поражение, се съгласява на тригодишно примирие с османците и признава всички техни завоевания в Сърбия. След поражението на Унгария, Мурад II организира нова военна кампания срещу Сърбия, при което деспот Георги Бранкович е принуден да стане османски васал, да плаща годишен данък от 50 000 дуката злато и да изпраща войски към османската армия по време на война. След сръбското поражение, османците нахлуват в Босна и побеждават
Твърдко II Котроманич, завладявайки някои от най-важните му крепости.